# Mityng lekkoatletyczny Pedro’s Cup 2007
2. Mityng lekkoatletyczny Pedro’s Cup − letni mityng Pedro’s Cup został rozegrany 19 września 2007 roku na stadionie Orła w Warszawie.

## Rezultaty – kobiety

### Bieg na 100 m
- 1. Sherone Simpson – 11.63 s
- 2. Daria Korczyńska – 11.64 s
- 3. Dorota Jędrusińska – 11.73 s
- 4. Brianna Glenn – 11.74 s
- 5. Iwona Brzezińska – 11.98 s
- 6. Marika Popowicz – 12.00 s
- 7. Joanna Gabryelewicz – 12.26 s

### Bieg na 400 m
- 1. Shericka Williams – 51.69 s
- 2. Julia Jurczanka – 53.29 s
- 3. Christine Amertil – 53.41 s
- 4. Christy Ekpukhon – 53.91 s
- 5. Zuzanna Radecka-Pakaszewska – 54.00 s
- 6. Bożena Łukasik – 54.65 s
- 7. Iga Baumgart – 57.55 s

### Bieg na 1500 m
- 1. Rebecca Lyne – 4.09.06 min.
- 2. Anna Zagórska-Rostkowska – 4.13.33 min.
- 3. Sonja Roman – 4.13.81 min.
- 4. Dominika Główczewska – 4.16.71 min.
- 5. Wioletta Janowska – 4.18.83 min.
- 6. Joanna Kuś – 4.21.42 min.
- 7. Renata Pliś – 4.23.26 min.
- 8. Angelika Cichocka – 4.27.40 min.
- 9. Aleksandra Jakubczak – 4.27.16 min.
- 10. Agnieszka Miernik – 4.30.42 min.
- 11. Sylwia Ejdys – --------

### Bieg na 100 m przez płotki
- 1. Vonette Dixon – 13.26 s
- 2. Aleksandra Antonowa – 13.42 s
- 3. Micol Cattaneo – 13.47 s
- 4. Joanna Kocielnik – 13.64 s
- 5. Fanni Juhász – 13.83 s
- 6. Monika Nabiałek – 13.94 s
- 7. Joanna Kacperek – 14.17 s
- 8. Patrycja Zarębska – 14.90 s
- 9. Katarzyna Rokicka – 15.21 s

### Bieg na 400 m przez płotki
- 1. Jana Rawlinson – 54.55 s
- 2. Anna Jesień – 54.74 s
- 3. Melaine Walker – 54.96 s
- 4. Tiffany Williams – 55.60 s
- 5. Zuzana Hejnová – 56.78 s
- 6. Monika Kopycka – 1.02.42 min.
- 7. Gabriela Blicharska – 1.03.15 min.

### Skok w dal
- 1. Jana Velďáková – 6.51 m
- 2. Giannoula Kafetzy – 6.36 m
- 3. Teresa Dobija – 6.35 m
- 4. Małgorzata Trybańska – 6.25 m
- 5. Rose Richmond – 6.24 m
- 6. Karolina Tymińska – 6.10 m
- 7. Ewelina Modrzejewska – 5.91 m
- 8. Agnieszka Cichowlas – 5.71 m

### Skok o tyczce
- 1. Monika Pyrek – 4.60 m
- 2. Carolin Hingst – 4.50 m
- 3. Fabiana Murer – 4.40 m
- 4. Joanna Piwowarska – 4.15 m
- 5. Krisztina Molnar – 4.15 m
- 6. Hanna-Mia Persson – 4.15 m
- 7. Paulina Dębska – 3.80 m
- 7. Karmen Bunikowska – 3.80 m
- 7. Maria Rendin – 3.80 m

### Rzut młotem
- 1. Kamila Skolimowska – 69.82 m
- 2. Gulfija Chanafiejewa – 68.22 m
- 3. Katarzyna Kita – 65.43 m
- 4. Anita Włodarczyk – 62.07 m
- 5. Inna Sajenko – 60.51 m

## Rezultaty - mężczyźni

### Bieg na 100 m
- 1. Asafa Powell – 10.12 s
- 2. Matic Osovnikar – 10.37 s
- 3. Michael Rogers – 10.38 s
- 4. Kim Collins – 10.38 s
- 5. Marcin Jędrusiński – 10.47 s
- 6. Łukasz Chyła – 10.53 s
- 7. Chinedu Oriala – 10.55 s
- 8. Marcin Urbaś – 10.60 s
- 9. Kamil Masztak – 10.71 s
- 10. Marcin Nowak – 10.76 s

### Bieg na 400 m
- 1. Jeremy Wariner – 44.43 s
- 2. Darold Williamson – 46.05 s
- 3. Marek Plawgo – 46.63 s
- 4. Kacper Kozłowski – 46.84 s
- 5. Marcin Marciniszyn – 46.92 s
- 6. Rafał Wieruszewski – 46.97 s
- 7. Piotr Klimczak – 47.67 s

### Bieg na 800 m
- 1. Marcin Lewandowski – 1.49.18 min.
- 2. Dmitrij Bogdanow – 1.49.49 min.
- 3. Bartosz Nowicki – 1.49.76 min.
- 4. Mirosław Formela – 1.50.01 min.
- 5. Łukasz Jóźwiak – 1.50.35 min.
- 6. Martin Conrad – 1.50.96 min.
- 7. Grzegorz Krzosek – 1.51.41 min.
- 8. Kamil Murzyn – 1.53.85 min.

### Bieg na 110 m przez płotki
- 1. Serhij Demidiuk – 13.46 s
- 2. David Oliver – 13.61 s
- 3. Robby Hughes – 13.71 s
- 4. Mariusz Kubaszewski – 13.90 s
- 5. Artur Kohutek – 13.93 s
- 6. Stanislav Sajdok – 14.01 s
- 7. Artur Noga – 14.14 s
- 8. Dominik Bochenek – 14.50 s
- 9. Maciej Giza – 14.55 s
- 10. Tomasz Ścigaczewski – 14.76 s

### Bieg na 3000 m z przeszkodami
- 1. Tomasz Szymkowiak – 8.26.52 min.
- 2. Rafał Snochowski – 8.31.54 min.
- 3. Łukasz Parszczyński – 8.41.40 min.
- 4. Mariusz Giżyński – 8.46.08 min.
- 5. Mateusz Demczyszak – 8.47.79 min.
- 6. Jakub Wiśniewski – 8.51.95 min.
- 7. Kamil Poczwardowski – 9.06.49 min.
- 8. Tomasz Drop – 9.12.34 min.

### Skok wzwyż
- 1. Andriej Tierieszin – 2.24 m
- 2. Jurij Krymarenko – 2.24 m
- 3. Jamie Nieto – 2.20 m
- 4. Sylwester Bednarek – 2.20 m
- 5. Aleksander Waleriańczyk – 2.20 m
- 6. Michał Bieniek – 2.15 m
- 7. Wiktor Szapował – 2.15 m
- 8. Germaine Mason – 2.10 m
- 9. Grzegorz Sposób – 2.10 m
- 10. Svatoslaw Ton – 2.10 m
- 11. Stijn Stroobants – 2.05 m
- 12. Adam Jakubiak – 2.05 m

### Pchnięcie kulą
- 1. Reese Hoffa – 20.64 m
- 2. Tomasz Majewski – 20.53 m
- 3. Jakub Giża – 19.29 m
- 4. Paweł Sofin – 19.24 m
- 5. Andrij Siemienow – 18.98 m
- 6. Leszek Śliwa – 18.89 m
- 7. Dominik Zieliński – 18.62 m
- 8. Marcin Górzyński – 17.48 m

### Rzut młotem
- 1. Krisztian Pars – 75.62 m
- 2. Szymon Ziółkowski – 75.62 m
- 3. Maciej Pałyszko – 70.18 m
- 4. Igor Tugaj – 69.71 m

### Jazda 1500 m na wózkach[1]
- 1. Arkadiusz Skrzypiński – 2.56.30 min.
- 2. Zbigniew Wandachowicz – 2.57.96 min.
- 3. Grzegorz Żyłkiewicz – 3.05.41 min.
- 4. Bogdan Król – 3.05.63 min.
- 5. Zbigniew Baran – 3.05.70 min.